# Eût-elle été criminelle
Selv om hun havde været kriminel (fransk: Eût-elle été criminelle...) er en fransk dokumentarfilm fra 2006 med instruktion og manuskript af Jean-Gabriel Périot.

## Handling
Frankrig, sommeren 1944. I dokumentariske arkivklip viser filmen stemningen ved befrielsen fra den tyske besættelsesmagt, og hvilken skæbne der mødte de kvinder, som havde plejet omgang med tyskere under krigen. Folks frihedsglæde iblandes en forfærdelig hævntørst, og kvinder bliver mishandlet og klippet skaldede i al offentlighed.